# Voľa
Voľa est un village de Slovaquie situé dans la région de Košice.

## Histoire
Première mention écrite du village en 1357.

## Démographie

### Évolution de la population
| Année:               | 1994. | 2004.   | 2014. | 2024.   |
| -------------------- | ----- | ------- | ----- | ------- |
| Nombre de personnes: | 258   | 250     | 265   | 271     |
| Différence:          |       | -3,10 % | +6 %  | +2,26 % |

| Année:               | 2023. | 2024. |
| -------------------- | ----- | ----- |
| Nombre de personnes: | 271   | 271   |
| Différence:          |       | +0 %  |

## Politique
| Nom           | Parti politique | Date de l'élection | Fin du mandat |
| ------------- | --------------- | ------------------ | ------------- |
| Anton Panoňko | KDH,SNS         | 02.12.2006         | Déc. 2010     |